# Telmatobius bolivianus
Telmatobius bolivianus é uma espécie de anfíbio gimnofiono da família Telmatobiidae. Está presente na Bolívia. A UICN classificou-a como quase ameaçada.